# Шукаєв Михайло Андрійович
Михайло Андрійович Шукаєв (рос. Михаил Андреевич Шукаев; 8 січня 1980, м. Горький, СРСР) — колишній російський хокеїст, воротар, нині тренер. 
Вихованець хокейної щколи «Торпедо» (Нижній Новгород). Виступав за «Торпедо» (Нижній Новгород), ХК «Саров», ХК «Вітебськ», ХК «Бєлгород», ХК «Дизель» (Пенза), «Рубін» (Тюмень).
Досгнення
- Бронзовий призер Першості Росії (2010).